# Sidi Bou Saïd
Sidi Bou Said (àrab: سيدي بو سعيد, Sīdī Bū Saʿīd) és un poblet de la costa de Tunísia, situat uns 20 km al nord-est de Tunis, entre Cartago, al sud, i La Marsa, al nord. Té 5.500 habitants. El seu nom deriva d'un sant musulmà. Forma part de la governació de Tunis.

## Història
S'hi han trobat restes romanes i, probablement, ja abans hi tenien una fortalesa els cartaginesos. Els almoràvits hi van establir una nova fortalesa i la van anomenar Jàbal Manara (‘Muntanya del Far’). Un mestre de Béja que ensenyava a Tunis, Abu-Saïd (1156-1231), es va retirar a aquest indret, on va establir una escola alcorànica; hi fou enterrat el 1231 i la seva zàwiya va esdevenir l'embrió de la ciutat.
Al segle xvii, alguns tunisians rics s'hi van construir viles luxoses i quan es va convertir en municipi, el 1893, se li va donar el nom del sant. Un decret de 28 d'agost del 1915 va regular la construcció i va imposar els colors blanc i blau que agradaven al baró Rodolphe d'Erlanguer. Des del segle XIX, va atreure escriptors, músics, pintors i artistes de tota mena, entre els quals Chateaubriand, Gustave Flaubert, Alphonse de Lamartine, André Gide, Colette i Simone de Beauvoir. Michel Foucault hi va escriure L'archéologie du savoir.

## Patrimoni
Les edificacions en un estil àrab i andalús són blanques, amb portes i finestres blaves. Per la ciutat es passegen dotzenes de turistes atrets per aquest ambient característic. El Café des Nattes, on se serveix un dels millors tes amb menta i pinyons i on es fan sessions musicals, ha agafat renom internacional. També cal esmentar-ne el cafè de Sidi Chabâane, i el cafè de la plaça de la vila.
Una petita casa museu mostra la vida tradicional i diversos aspectes de la llar de la burgesia local. La casa va pertànyer a un notari. Moltes botigues ofereixen productes als visitants i, entre aquestes, n'hi ha una de comerç just.

## Administració
La ciutat forma una municipalitat o baladiyya, amb codi geogràfic 11 16 (ISO 3166-2:TN-12).
Al mateix temps, constitueix un sector o imada, amb codi geogràfic 11 51 51, de la delegació o mutamadiyya de Cartago (11 51).